# Lares
|  | Per a altres significats, vegeu «Lar». |

Lares (grec antic: Λάριβος) va ser una ciutat de Numídia que a la guerra de Jugurta la va utilitzar Gai Mari com un lloc de magatzem d'equips militars, segons diu Sal·lusti.
Després va ser colònia romana i va pertànyer a la província d'Àfrica i més tard a la de Bizacena. Claudi Ptolemeu la descriu més a l'oest de la seva situació real. Estava situada vora el riu Bagrada (Medjerda), a la via que anava de Cartago a Tebessa. A l'època final de l'Imperi havia decaigut.
Modernament es va dir Larbuss.